# Rzeźba Wacława Niżyńskiego i Bronisławy Niżyńskiej
Rzeźba Wacława Niżyńskiego i jego siostry Bronisławy Niżyńskiej została wykonana i odlana w brązie w gdańskiej pracowni Gennadija Jerszowa w 2011 roku, z inicjatywy choreografa, dyrektora Polskiego Baletu Narodowego, Krzysztofa Pastora i Bronisława Albrecht Prądzyńskiego, dyrektora szkoły baletowej im. Wojciecha Wiesiołłowskiego w Gdańsku.

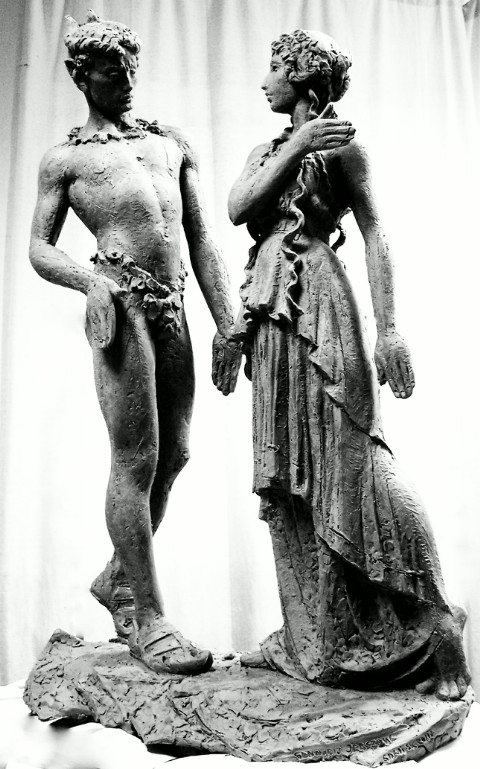
Rzeźba Wacława i Bronisławy Niżyńskich w rolach Fauna i Nimfy z baletu Popołudnie fauna autorstwa Gennadija Jerszowa w Teatrze Wielkim.

Rzeźba stanowi sobą dwufigurową kompozycje ustawioną na dębowym postumencie.
11 czerwca 2011 roku, w przerwie premierowego przedstawienia trzech różnych wersji choreograficznych Święta wiosny (w tym także odtworzonej wersji Niżyńskiego) w wykonaniu Polskiego Baletu Narodowego, w foyer Teatru Wielkiego – Opery Narodowej została odsłonięta pierwsza w Polsce rzeźba legendarnych polskich tancerzy-choreografów: Wacława Niżyńskiego i jego siostry Bronisławy w rolach Fauna i Nimfy z baletu Popołudnie fauna. Na zamówienie Polskiego Baletu Narodowego wykonał ją w brązie ukraiński rzeźbiarz Gennadij Jerszow
Rzeźba ta stała się odtąd stałym elementem wystroju sal recepcyjnych Teatru Wielkiego, przypominając dwa najwybitniejsze polskie talenty baletowe, które rozkwitły i zdobyły światową sławę jako tancerze i choreografowie Baletów Rosyjskich Siergieja Diagilewa.